# Dharma Ferry V
Le Dharma Ferry V est un ferry appartenant à la compagnie indonésienne DLU Ferry. Construit de mars à novembre 1996 aux chantiers Mitsubishi Heavy Industries de Shimonoseki sous le nom de Miyazaki Express (みやざきエキスプレス, Miyazaki Ekisupuresu), il est mis en service en décembre 1996 les liaisons entre la région du Kansai et l'île de Kyūshū, tout d'abord sous les couleurs de la compagnie Marine Express puis à partir de 2004 pour le compte de Miyazaki Car Ferry. Retiré en avril 2022 à la suite de l'arrivée du nouveau Ferry Takachiho, il est cédé à la compagnie indonésienne DLU Ferry et rebaptisé Dharma Ferry V. Il relie depuis octobre 2022 les provinces indonésiennes de Java oriental et du Kalimantan oriental.

## Historique

### Origines et construction
Au cours des années 1990, la compagnie Marine Express, poursuit son programme de renouvellement de sa flotte entamé au début de la décennie. Après les jumeaux Pacific Express et Phoenix Express construits pour assurer la ligne entre Kawasaki et Hyūga, l'armateur japonais envisage la mise en service d'une nouvelle paire de car-ferries pour la ligne Ōsaka - Miyazaki en remplacement des vieux Takachiho Maru et Mimitsu Maru.
Conçus sur la base des Pacific Express et Phoenix Express, les futurs navires, nommés Miyazaki Express et Osaka Express sont prévus pour avoir des dimensions similaires avec une longueur de 170 mètres et une capacité semblable avec environ 690 passagers, 85 véhicules et 130 remorques. Dans un souci d'économie, l'appareil propulsif choisi pour la nouvelle paire est moins puissant et leurs aménagements intérieurs moins confortables que les précédents sister-ships, comme en témoigne l'absence des suites avec balcon ou encore les parties communes plus fonctionnelles. 
À l'instar de leurs aînés, la construction des futurs navires est confiée aux chantiers Mitsubishi Heavy Industries. Le Miyazaki Express est mis sur cale au site de Shimonoseki le 25 mars 1996 et lancé le 20 août. Après finitions, il est livré à Marine Express le 25 novembre 1996.

### Service

#### Marine Express (1996-2004)
Le Miyazaki Express est mis en service le 2 décembre 1996 entre Ōsaka et Miyazaki en remplacement du Takachiho Maru. En juillet 1997, il est rejoint par son jumeau l‘Osaka Express.
Le 27 août 2003 vers 14 h 55, le navire est heurté par la barge Tokimaru rencontrant une défaillance technique alors qu'il est amarré au port d'Ōsaka. Cette barge souffrait d'une défaillance technique qui lui avait fait heurter quelques instant plus tôt le ferry Sunflower Satsuma de la compagnie Blue Highway Line West Japan accosté à proximité du Miyazaki Express. C'est en essayant de se dégager que le Tokimaru est entré en collision avec le navire.
En 2004, la compagnie Marine Express est en proie à d'importantes difficultés financières. Afin d'amortir les coûts d'exploitations de sa flotte, les activités de l'armateur sont divisées, la ligne Ōsaka - Miyazaki ainsi que les navires sont opérés par Miyazaki Car Ferry, société mise en place par des cadres de Marine Express.

#### Miyazaki Car Ferry (2004-2022)
En dépit de la scission de ses activités, Marine Express fait faillite en 2005. Une partie de ses actifs et de la flotte intègre alors Miyazaki Car Ferry. Le Miyazaki Express conserve ainsi son affectation habituelle.
À compter du 1er octobre 2014, la compagnie quitte le port d'Ōsaka en raison de coûts portuaires trop élevés. Le navire et son jumeau assurent donc les départs depuis Kobe.
Le 15 avril 2022 à 7h43, le Miyazaki Express, en provenance de Kobe, arrive à Miyazaki et achève sa dernière traversée pour le compte de Miyazaki Car Ferry. Après avoir relié le Kansai et Kyūshū durant plus de 25 années, le navire est remplacé au sein de la flotte par le nouveau Ferry Takachiho. Désarmé dans un premier temps à Miyazaki, le car-ferry est rapidement cédé à un armateur étranger. Le 19 avril à 12h30, il quitte Miyazaki sous pavillon des Tuvalu. Après avoir avitaillé le lendemain à Naha sur l'île d'Okinawa, il appareille dans l'après-midi et quitte définitivement le Japon en direction de l'Indonésie.

#### DLU Ferry (depuis 2022)
Arrivé en Indonésie dans le courant du mois d'avril 2022, le navire est rebaptisé Dharma Ferry V et enregistré sous pavillon indonésien. Transformé durant l'été, il entre en service pour le compte de DLU Ferry le 12 octobre sur les liaisons reliant Surabaya et Balikpapan.

## Aménagements
Le Dharma Ferry V possède huit ponts. Si le navire s'étend en réalité sur 10 ponts, deux d'entre sont inexistants au niveau des garages afin de lui permettre de transporter du fret. Du point de vue commercial, les ponts sont désignés par ordre alphabétique à partir du pont n°6 qui correspond au pont A. Les locaux passagers occupent les ponts A et B tandis que le pont supérieur est consacré à l'équipage. Les ponts C, D, E, F et G abritent quant à eux les garages.

### Locaux communs
Les installations du Dharma Ferry V sont simples mais fonctionnelles. Durant sa carrière sur les lignes japonaises, les passagers avaient à leur disposition un restaurant sur le pont B ainsi que deux bains publics (appelés sentō) avec vue sur la mer sur le pont A. Un espace informations avec une boutique et des distributeurs est également présent sur le pont B.
Depuis son rachat par DLU Ferry, les installations ont pour la plupart été conservées. Une salle de prière a également été ajoutée sur le pont B.

### Cabines
À bord du Miyazaki Express les cabines sont réparties en deux catégories offrant des prestations différentes. Le navire est ainsi équipé de deux suites de 1re classe, cinq chambres de catégorie A, douze de catégorie B et dix de catégorie S. 
En 2de classe, on retrouve des dortoirs collectifs de à 8 ou 12 personnes, dont 33 situés au pont A et le reste à l'avant du pont B pour une capacité de 172 personnes.

## Caractéristiques
Le Dharma Ferry V mesure 170 mètres de long pour 27 mètres de large, son tonnage est de 11 931 UMS (ce qui n'est pas exact, le tonnage des car-ferries japonais étant défini sur des critères différents). Il peut embarquer 690 passagers et 85 véhicules dans un spacieux garage pouvant également contenir 130 remorques accessible par deux portes rampes latérale, l'une à la proue et l'autre à la poupe du côté bâbord. La propulsion du Dharma Ferry V est assurée par deux moteurs diesels NKK-Pielstick 12PC4-2V développant une puissance de 39 600 chevaux entrainant deux hélices faisant filer le bâtiment à une vitesse de 25 nœuds. Il est aussi doté d'un propulseur d'étrave et d'un propulseur arrière ainsi qu'un stabilisateur anti-roulis. Les dispositifs de sécurité sont essentiellement composés de radeaux de sauvetage mais aussi d'une embarcation semi-rigide de secours.

## Ligne desservie
Durant sa carrière sous pavillon japonais de 1996 à 2022, le Miyazaki Express effectuait toute l'année la liaison entre le Kansai et l'île de Kyūshū en traversée de nuit. De 1996 à 2014, pour le compte de Marine Express puis de Miyazaki Car Ferry, le navire était affecté entre Ōsaka et Miyazaki. À compter de 2014, le port de départ a été transféré à Kobe en raison de ses coûts portuaires moins élevés.
Depuis 2022, le navire navigue pour la compagnie DLU Ferry entre les provinces indonésiennes de Java oriental et du Kalimantan oriental sur la ligne Surabaya - Balikpapan.